# Space opera

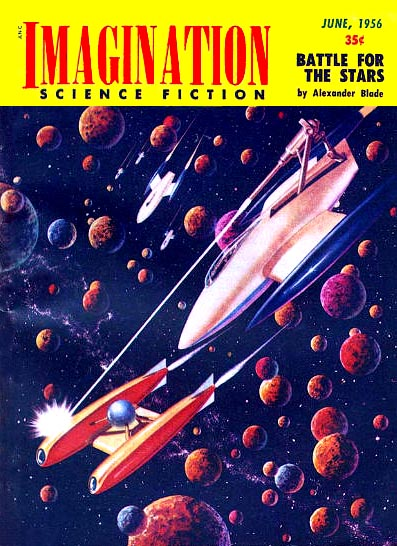
Capa da Imagination Science Fiction (junho de 1956),

Space opera (também referida como ópera espacial ou novela espacial) é um sub-gênero da ficção científica que enfatiza a aventura melodramática, as batalhas interplanetárias, o romance cavalheiresco e a tomada de riscos. Definido principalmente ou inteiramente no espaço sideral. O termo não tem nenhuma relação com a música, mas, em vez disso, é uma brincadeira com os termos "soap opera" e "horse opera", o último dos quais foi cunhado durante a década de 1930 para indicar filmes de faroestes clichês e estereotipados. O gênero se tornou muito popular a partir dos anos 1960 e 1970, graças a franquias como  Star Trek, Perry Rhodan,  Star Wars. e Battlestar Galactica. As space operas surgiram na década de 1930 e continuam sendo produzidas em literatura, cinema, quadrinhos, televisão e videogames.

## Definição
Em 1941, Wilson Tucker cunhou o termo pejorativamente em um artigo publicado na edição 38 do fanzine Le Zombie. Na época, as radionovelas nos Estados Unidos tornaram-se popularmente conhecidos como "soap opera" porque muitos eram patrocinados por fabricantes de sabão. O termo "horse opera" também entrou em uso para descrever definir filmes de faroestes estereotipados.
Fãs e críticos notaram que os enredos das spaces opera foram às vezes retirados das "horse operas" e simplesmente traduzidos para um ambiente espacial, como ficou famoso na capa do primeiro número da Galaxy Science Fiction. Durante o final da década de 1920 e início da década de 1930, quando as histórias foram impressas em revistas de ficção científica, as histórias foram muitas vezes referida como "épicos de super-ciência".
A partir da década de 1960 e amplamente aceita na década de 1970, a space opera foi redefinida, seguindo a definição de Brian Aldiss em Hartwell  como - parafraseada por David G. Hartwell e Kathryn Cramer - "as coisas boas e antigas". Contudo, logo após sua redefinição, ela começou a ser desafiada, por exemplo, pela prática editorial e marketing de Judy-Lynn del Rey e nas críticas de seu marido e colega Lester del Rey. Em particular, eles contestaram as alegações de que as space operas estavam obsoletas, e Del Rey Books rotulou republicações de trabalhos anteriores de Leigh Brackett como space operas. Brackett chegou a ser conhecida como "A rainha da space opera". No início dos anos 80, as space operas foram novamente redefinidas e o rótulo foi ligado a grandes obras de cultura popular como Star Wars. Somente no início da década de 1990 o termo space opera começou a ser reconhecido como um gênero legítimo de ficção científica. Hartwell e Cramer definem space opera como: 
| “ | aventura de ficção científica em larga escala, colorida, dramática, competente e às vezes belamente escrita, geralmente focada em um personagem central heroico e simpático, em um cenário relativamente distante, no espaço ou em outros mundos, caracteristicamente otimista em tom. Muitas vezes lida com guerra, pirataria, virtudes militares e ações de grande escala, grandes apostas. | ” |

## História

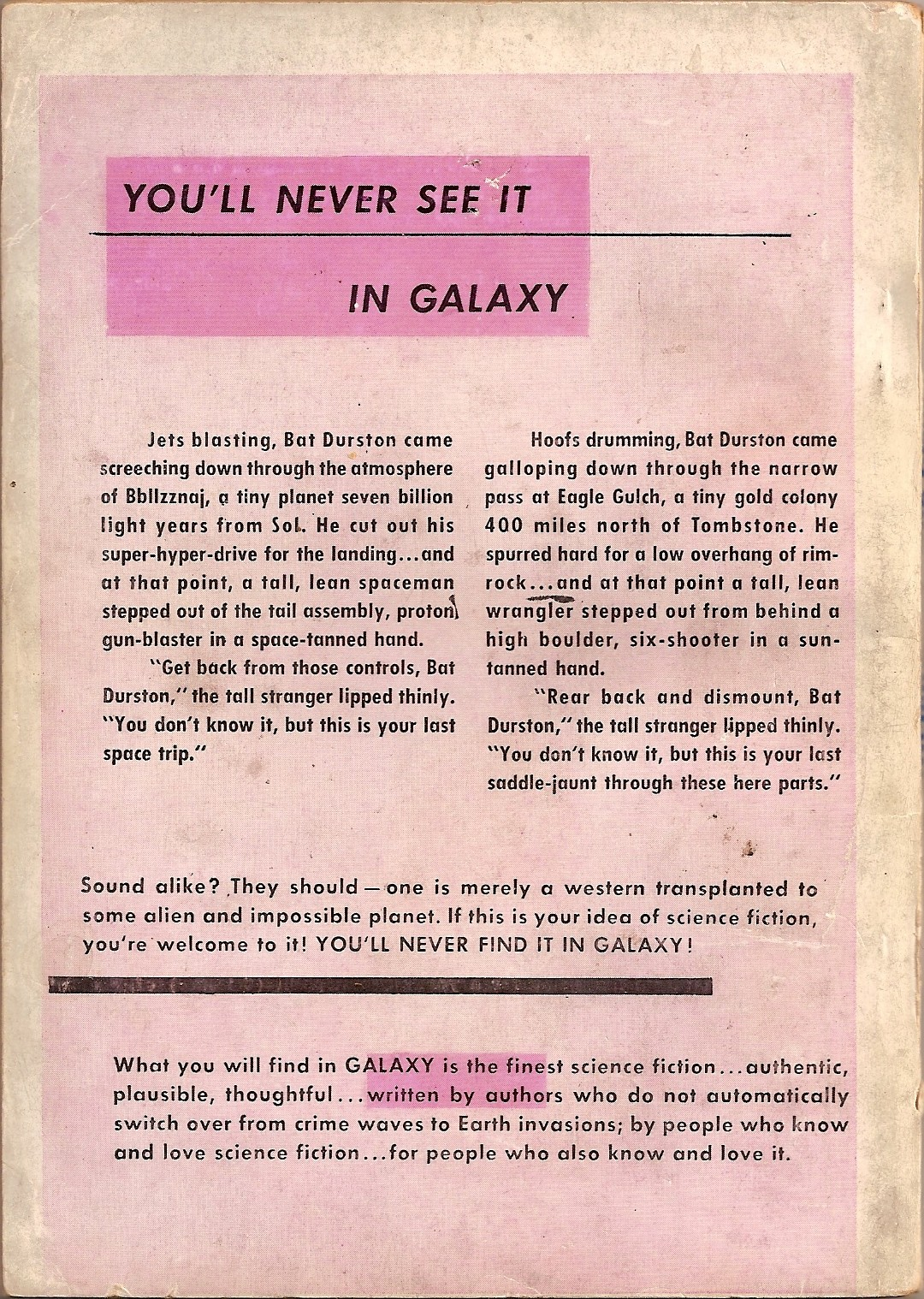
Contracapa da revista Galaxy # 1, Outubro de 1950

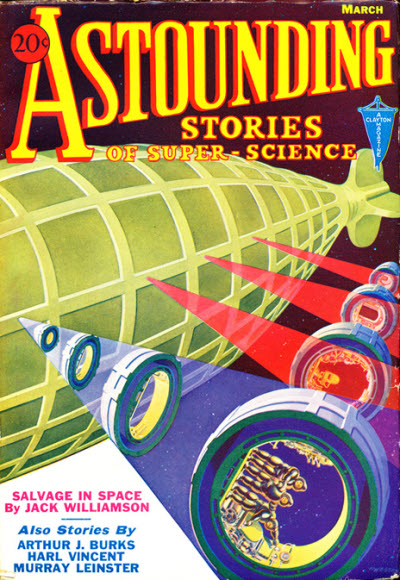
Capa da revista Astounding Stories of Super-Science.

Entre os primeiros exemplos de proto-space opera, estão Star ou Ψ de Cassiopée (1854) de Charlemagne Ischir Defontenay e Lumen (1872) de Camille Flammarion, Edison's Conquest of Mars de  Garrett P. Serviss (1898),  a série alemã Der Luftpirat und sein lenkbares Luftschiff (1908-1911), outros exemplos são encontrados em obras de Percy Greg, George Griffith e Robert Cromie. Alguns críticos citam The Struggle for Empire: A Story of the Year 2236 (1900) de Robert William Cole. O romance retrata um conflito interestelar entre os homens solares da Terra e uma feroz raça humanoide sediada em Sirius. No entanto, a ideia para o romance surge de um gênero nacionalista de ficção popular de 1880 a 1914, chamado ficção de guerra futura.
Apesar desse começo aparentemente precoce, não foi até o final da década de 1920 que a própria space opera começou a aparecer regularmente em revistas pulp como Amazing Stories. No cinema, o gênero provavelmente começou com o filme dinamarquês Himmelskibet (1918).

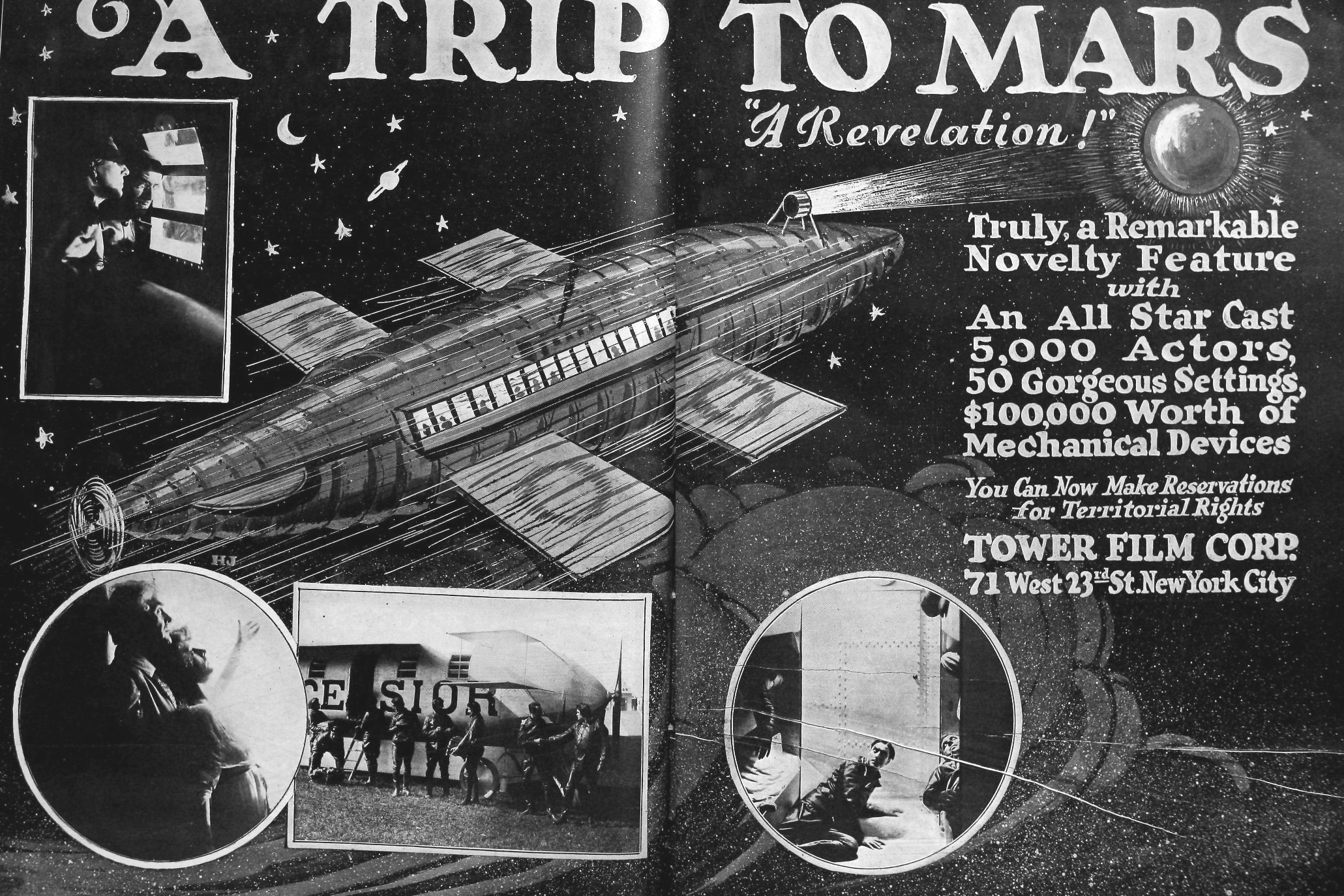
Anúncio para a versão em inglês do filme dinamarquês Himmelskibet.

Ao contrário de histórias anteriores de aventura espacial, que ou relacionavam a invasão da Terra por extraterrestres, ou concentradas na invenção de um veículo espacial por um inventor genial, a space opera pura simplesmente considerava a viagem espacial garantida (geralmente estabelecendo a história no futuro distante), pulou as preliminares e lançou-se diretamente em contos de bravura entre as estrelas. Entre as primeiras histórias desse tipo estão: "Invaders from Outside"  (Weird Tales, janeiro de 1925), "The Second Swarm" (Amazing Stories Quarterly, primavera de 1928) de J. Schlossel, "Tarrano the Conqueror" de Ray Cummings (1925), e "Across Space" (Weird Tales, setembro de 1926), "Crashing Suns" (Weird Tales, agosto-setembro de 1928) e "The Star Stealers" (Weird Tales, fevereiro de 1929) de Edmond Hamilton. Histórias semelhantes de outros escritores ocorreram em 1929 e 1930. Em 1931, a ópera espacial foi bem estabelecida como um importante subgênero de ficção científica.

Enquanto essas histórias iniciais incluíram viagens interplanetárias e aventuras interestelares, viagens intergalácticas não seriam introduzida até o surgimento de Outside the Universe de Edmond Hamilton (Weird Tales, de julho a outubro de 1929), depois que Edwin Hubble publicou suas descobertas entre 1924-1925, e fez o público ciente de que o universo se expandiu para além daVia Láctea e era muito maior do que o universo limitado e estático pessoas tinham acreditado na até então.

No entanto, o autor citado mais frequentemente como o verdadeiro pai do gênero é E. E. Smith. Seu primeiro trabalho publicado, The Skylark of Space (Amazing Stories, agosto-outubro de 1928), escrito em colaboração com Lee Hawkins Garby, é freqüentemente chamado de a primeira grande space opera. Ele mescla o tradicional conto de um cientista que inventou uma unidade espacial com o romance planetário no estilo de Edgar Rice Burroughs. A série posterior de Smith, Lensman, e as obras de Edmond Hamilton, John W. Campbell e Jack Williamson. nos anos 1930 e 1940 eram populares entre os leitores e muito imitados por outros escritores. No início da década de 1940, a repetitividade e a extravagância de algumas dessas histórias levaram a objeções de alguns fãs e ao retorno do termo em seu sentido original e pejorativo.

Eventualmente, no entanto, o gosto pelos melhores exemplos do gênero levou a uma reavaliação do termo e a uma ressurreição das tradições do subgênero. Escritores como Poul Anderson e Gordon R. Dickson mantiveram viva a forma de aventura espacial em larga escala nos anos 50, seguidos por escritores como M. John Harrison e C. J. Cherryh nos anos 70. A essa altura, a "space opera" não era mais para muitos leitores um termo de insulto, mas uma simples descrição de um tipo particular de história de aventura de ficção científica.
Os primeiros escritores de "space opera" não tinham, de facto, modelos reais ou experiência de vida com o espaço para se inspirar. Suas primeiras histórias, portanto, devem muito às narrativas de aventura existentes e a ficção pulp dos anos 1920-1940; marcadamente, histórias da fronteira do Velho Oeste norte-americano, e histórias com cenários exóticos, como a África e o Oriente. Existiam freqüentemente paralelos entre veleiros e espaçonaves, entre exploradores da África e exploradores espaciais, entre piratas e piratas espaciais.
A revista Galaxy tinha um anúncio em sua quarta capa que dizia,  "You'll never see it in Galaxy" ("Você não encontrará isso na  Galaxy"), o qual marcou os primórdios de histórias fantásticas que traçavam um paralelo entre o faroeste e as histórias de FC, apresentando um personagem chamado Bat Durston.

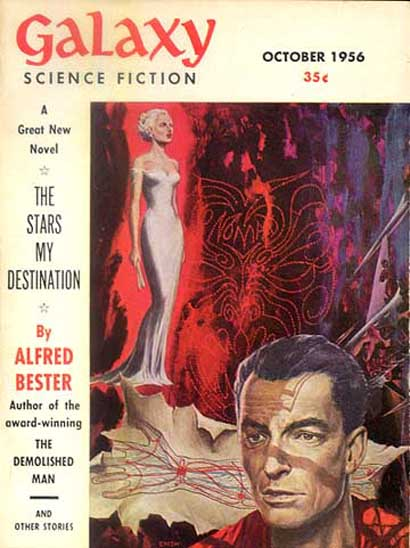
The Stars My Destination de Alfred Bester na capa da revista Galaxy, outubro de 1956.

Segundo o escritor Paul J. McAuley, um grande número de escritores britânicos começou a reinventar a ópera espacial nos anos 70. (embora a maioria dos críticos não-britânicos tenda a contestar a reivindicação britânica de domínio na da chamada "new space opera"). Eventos importantes neste processo incluem a publicação de The Centauri Device, de M. John Harrison, em 1975, e um editorial de "call to arms", de David Pringle e Colin Greenland, na edição de verão de 1984 da Interzone; e o sucesso financeiro de Star Wars, que segue algumas convenções tradicionais de space opera. Esta "nova space opera", evoluiu por volta da mesma época que o cyberpunk emergiu e foi influenciada por ele, é muito mais sombria, afasta-se do padrão de 'triunfo da humanidade' da "space opera", envolve tecnologias mais novas e tem uma caracterização mais forte do que a "antiga space opera". Ela o faz, embora conserve a escala interestelar e a grandeza da "space opera" tradicional. O romance Tiger! Tiger! (também conhecido como The Stars My Destination) de Alfred Bester (1956), inspirado em O Conde de Monte Cristo de Alexandre Dumas, pai é visto tanto como uma precursor da "nova space opera", quanto do cyberpunk.

A nova space opera foi uma reação contra o antigo. Novos proponentes da ópera espacial afirmam que o gênero centra-se no desenvolvimento do caráter, boa escrita, altos padrões literários, verossimilhança e uma exploração moral das questões sociais contemporâneas. Paul McAuley e Michael Levy identificam Stephen Baxter, M. John Harrison, Alastair Reynolds, o próprio McAuley, Ken MacLeod, Peter F. Hamilton e Justina Robson como os praticantes mais notáveis da nova space opera. Um das editoras mais notáveis, Baen Books, é especialista em space opera e ficção científica militar, publicando muitos dos autores mencionados, que ganharam o Hugo Awards.

## Características
Uma "space opera" geralmente se situa no espaço sideral ou num planeta distante. Em muitos casos, para manter a história num passo acelerado, uma espaçonave pode voar distâncias quase ilimitadas num curto espaço de tempo e pode mudar de rumo com imensa facilidade, sem a tediosa necessidade da desaceleração. Os planetas geralmente possuem atmosferas similares à da Terra (a Lua da Terra é uma exceção) e formas de vida exóticas. Os alienígenas geralmente falam inglês, algumas vezes com sotaque. As máquinas em "space operas" frequentemente incluem (além das espaçonaves), armas de raios, robôs e carros voadores.
O plano de fundo de uma "space opera" pode variar consideravelmente em plausibilidade científica. A maioria das "space operas" violam convenientemente as leis conhecidas da física postulando algum tipo de viagem-mais-rápida-que-a-luz. Muitas "space operas" divergem ainda mais da realidade física conhecida, e não raramente invocam forças paranormais,usam magia, ou vastos poderes capazes de destruir planetas, estrelas e galáxias inteiras.
A profundidade do desenvolvimento de personagens e as descrições podem também variar nas "space operas". Lois McMaster Bujold e Iain M. Banks escrevem "space operas" com um grande quinhão de interesse humano. Alguns críticos e fãs se recusam a usar o termo 'space opera' para um trabalho com caracterização bem desenvolvida. Ambos os lados deste debate têm sido detalhados num fórum da Usenet, em rec.arts.sf.written.

## Definições por contraste
Alguns críticos diferenciam entre "space opera" e romances planetários. Onde a "space opera" se desenvolve tanto do faroeste quanto das tradições das aventuras no mar, o romance planetário se desenvolve a partir da tradição do mundo ou civilizações perdidas. Ambos apresentam aventuras em cenários exóticos, mas a "space opera" enfatiza a viagem espacial, enquanto os romances planetários se concentram nos mundos alienígenas. Sob este aspecto, os cenários marcianos, venusianos e lunares das histórias de Edgar Rice Burroughs seriam romances planetários (e dos mais antigos), bem como as histórias com Eric John Stark, de Leigh Brackett, sob influência de Burroughs e inicialmente passadas em Marte, e a tira de jornal Flash Gordon de Alex Raymond.

"Space opera" também pode ser colocada em contraste com a "ficção científica hard", na qual a ênfase está nos efeitos do progresso tecnológico e das invenções, e onde os cenários são cuidadosamente trabalhados para obedecer as leis da ciência. Não há, todavia (de acordo com alguns), uma divisão clara entre a FC "hard" e a verdadeira "space opera". Alguns exemplos são vistos nos trabalhos de Alastair Reynolds ou o filme The Last Starfighter. Em outros momentos, a ópera espacial pode concorrer com a ficção científica hard e diferir da ficção científica soft, concentrando-se na precisão científica, como o The Risen Empire, de Scott Westerfeld. Outras obras de ópera espacial podem ser definidas como um equilíbrio entre ambos ou simultaneamente ficção científica hard e soft, como a série prequela de Duna de Kevin J. Anderson e Brian Herbert ou a série Star Wars criada por George Lucas.
Um sub-conjunto da "space opera" se sobrepõe à ficção científica militar, concentrando-se em batalhas espaciais em larga escala com armas futurísticas (exemplo: o romance Tropas Estelares de Robert A. Heinlein). Em tais histórias, o tom militar e a tecnologia do sistema de armas podem ser levados muito a sério. Em um extremo, o gênero é usado para especular sobre guerras futuras envolvendo viagens espaciais, ou os efeitos de tais guerras; em outro, consiste no uso de tramas de ficção militares com alguns adereços superficiais de FC.
O termo "space opera militar" é por vezes utilizado para designar este subgênero, como usado por exemplo pela crítica de Sylvia Kelso ao descrever Vorkosigan Saga de  Lois McMaster Bujold.

## Paródias
Em sua história de 1965 Space Opera, Jack Vance parodia o gênero escrevendo sobre uma companhia operística interestelar que leva cultura para mundos desprovidos dela. Harry Harrison e Douglas Adams também parodiaram clichês da "space opera", por exemplo no "The Hitchhiker's Guide to the Galaxy": "...homens eram homens de verdade, mulheres eram mulheres de verdade, e pequenas criaturas peludas de Alpha Centauri eram pequenas criaturas peludas de Alpha Centauri."
Nos cinemas foram produzidas algumas paródias do gênero tais como o curta de animação Duck Dodgers in the 24½th Century (1953), estrelado pelo Patolino (que anos depois daria origem a uma série animada) e os filmes Spaceballs (1987) de Mel Brooks, paródia de Star Wars e Galaxy Quest (1999), paródia de Star Trek.

## Influência
Após a quebra da convenção "New Wave", seguida pelo enorme sucesso dos filmes de Star Wars, space opera tornou-se novamente um subgênero extremamente aceitável. De 1982 a 2002, o Prêmio Hugo de Melhor Romance foi frequentemente dado a um candidato do subgênero.

## Exemplos
Literatura

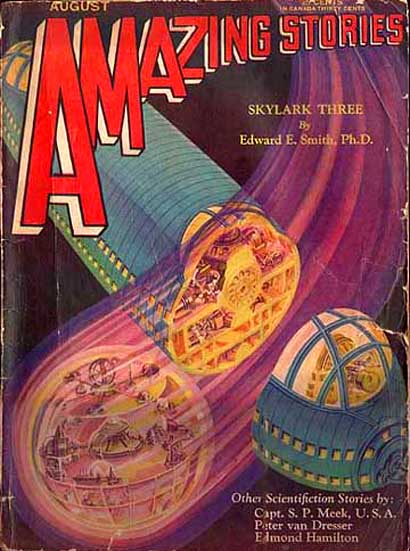
Primeira publicação de Skylark Three, Amazing Stories,

- As séries  Skylark (1928–1965) e Lensman de E. E. Smith
- A Série da Fundação de Isaac Asimov
- A série Elevação de David Brin
- A série Legend of the Galactic Heroes de Yoshiki Tanaka
- A série Perry Rhodan e seus derivados (1961 - até os dias atuais), iniciada por K. H. Scheer e Clark Darlton.
- As séries Alliance-Union (1976 - atualmente) and Foreigner (1994 - 2015) de C. J. Cherryh
- A série  Hyperion Cantos de Dan Simmons
- A série The Expanse de James S. A. Corey ( Daniel Abraham e Ty Franck)

Antologias e coleções
- Space Opera, editada por Brian Aldiss (1974)
- The Space Opera Renaissance (2006) por David G. Hartwell e Kathryn Cramer
- The New Space Opera por Gardner Dozois e Jonathan Strahan (2007)
- The New Space Opera 2 por Gardner Dozois and Jonathan Strahan (2009)
- Space Opera - Odisseias Fantásticas Além da Fronteira Final (2011) por Hugo Vera e Larissa Caruso
- Space Opera - Jornadas Inimagináveis em uma Galáxia não Muito Distante (2012) por Hugo Vera e Larissa Caruso
- Space Opera: Aventuras fabulosas por universos extraordinários (2015) por Hugo Vera e Larissa Caruso
- Multiverso Pulp - Ópera Espacial (2020) por Duda Falcão

Cinema e televisão
- Andromeda
- As Aventuras de Fujiwara Manchester
- Babylon 5
- Cowboy Bebop
- Dark Matter
- Firefly
- Guardians of the Galaxy, Guardians of the Galaxy Vol. 2 e Guardians of the Galaxy Vol. 3, baseados na história em quadrinhos de mesmo nome publicada pela Marvel Comics[42]
- Killjoys
- The Expanse, baseada na série de livros de mesmo nome
- Space Battleship Yamato
- Star Trek
- Star Wars
- Space Dandy
- Valérian et la Cité des mille planètes, baseado na história em quadrinhos Valérian et Laureline criada por Pierre Christin e Jean-Claude Mézières[42]

Vídeo Games
- Mass Effect
- Dead Space
- Taikodom
- Halo

RPGs
- Buck Rogers XXVC
- Empire galactique
- GURPS Lensman
- GURPS Space
- Millenia
- Space Dragon
- Space Opera: The Complete Science Fiction Role Playing Game
- Starfinder Roleplaying Game
- Traveller